# Santa Cruz do Arari
Santa Cruz do Arari est une municipalité brésilienne située dans l'État du Pará.